# Campionati italiani di triathlon cross country
La Federazione Italiana Triathlon organizza annualmente dal 2005 i Campionati italiani di triathlon cross country.

## Albo d'oro

### Uomini
| Edizione | Anno | Oro                      | Argento              | Bronzo             |
| -------- | ---- | ------------------------ | -------------------- | ------------------ |
| I        | 2005 | Alessandro Degasperi     | Luca Bonazzi         | Maurizio Brassini  |
| II       | 2006 | Luca Bonazzi             | Paolo Manara         | Marco Conti        |
| III      | 2007 | Gianpietro De Faveri     | Fabrizio Baralla     | Luca Molteni       |
| IV       | 2008 | Alessandro Degasperi (2) | Fabrizio Baralla     | Davide Ballabio    |
| V        | 2009 | Gianpietro De Faveri (2) | Fabio Guidelli       | Davide Ballabio    |
| VI       | 2010 | Fabio Guidelli           | Gianpietro De Faveri | Fabrizio Baralla   |
| VII      | 2011 | Gianpietro De Faveri (3) | Leonardo Ballerini   | Luca Panzavolta    |
| VIII     | 2012 | Gianpietro De Faveri (4) | Fabio Guidelli       | Antonello Pallotta |
| IX       | 2013 | Mattia De Paoli          | Leonardo Ballerini   | Alessio Picco      |
| X        | 2014 | Mattia De Paoli (2)      | Massimo Cigana       | Stefano Davite     |
| XI       | 2015 | Mattia De Paoli (3)      | Leonardo Ballerini   | Filippo Galli      |
| XII      | 2016 | Marcello Ugazio          | Mattia De Paoli      | Filippo Galli      |
| XIII     | 2017 | Marcello Ugazio (2)      | Federico Spinazzè    | Alberto Casadei    |
| XIV      | 2018 | Filippo Rinaldi          | Emanuele Aru         | Filippo Pradella   |
| XV       | 2019 | Riccardo Ridolfi         | Filippo Galli        | Lorenzo Spagnolo   |
| XVI      | 2021 | Michele Bonacina         | Filippo Barazzuol    | Franco Pesavento   |
| XVII     | 2022 | Michele Bonacina (2)     | Filippo Barazzuol    | Federico Spinazze' |
| XVIII    | 2023 | Michele Bonacina (3)     | Franco Pesavento     | Matteo Sfregola    |

### Donne
| Edizione | Anno | Oro                    | Argento              | Bronzo            |
| -------- | ---- | ---------------------- | -------------------- | ----------------- |
| I        | 2005 | Stefania Bonazzi       | Giuliana Lamastra    | Raffaela Ilardi   |
| II       | 2006 | Stefania Bonazzi (2)   | Marialuisa Tavernini | Monica Lonardi    |
| III      | 2007 | Stefania Bonazzi (3)   | Valeria Curridori    | Stefania Pacca    |
| IV       | 2008 | Stefania Bonazzi (4)   | Elke Innerebner      | Elisabetta Mosso  |
| V        | 2009 | Ilaria Zavanone        | Sara Tavecchio       | Laura Mazzucco    |
| VI       | 2010 | Ilaria Zavanone (2)    | Sara Tavecchio       | Giuliana Lamastra |
| VII      | 2011 | Sara Tavecchio         | Elisabetta Curridori | Ilaria Zavanone   |
| VIII     | 2012 | Sara Tavecchio (2)     | Silvia Riccò         | Ilaria Zavanone   |
| IX       | 2013 | Monica Cibin           | Costanza Fasolis     | Genziana Cenni    |
| X        | 2014 | Sara Tavecchio (3)     | Monica Cibin         | Greta Vettorata   |
| XI       | 2015 | Monica Cibin (2)       | Elisabetta Curridori | Sara Tavecchio    |
| XII      | 2016 | Monica Cibin (3)       | Elisabetta Curridori | Genziana Cenni    |
| XIII     | 2017 | Eleonora Peroncini     | Bianca Morvillo      | Sara Tavecchio    |
| XIV      | 2018 | Eleonora Peroncini (2) | Marta Menditto       | Sandra Mairhofer  |
| XV       | 2019 | Sandra Mairhofer       | Marta Menditto       | Monika Rabanser   |
| XVI      | 2021 | Sandra Mairhofer (2)   | Eleonora Peroncini   | Marta Menditto    |
| XVII     | 2022 | Sandra Mairhofer (3)   | Eleonora Peroncini   | Alessia Orla      |
| XVIII    | 2023 | Sandra Mairhofer (4)   | Marta Menditto       | Noemi Bogiatto    |

## Edizioni
| Ed.   | Anno | Sede                    | Regione             |
| ----- | ---- | ----------------------- | ------------------- |
| I     | 2005 | Villacidro              | Sardegna            |
| II    | 2006 | Villacidro              | Sardegna            |
| III   | 2007 | Orosei                  | Sardegna            |
| IV    | 2008 | Orosei                  | Sardegna            |
| V     | 2009 | Orosei                  | Sardegna            |
| VI    | 2010 | Orosei                  | Sardegna            |
| VII   | 2011 | Orosei                  | Sardegna            |
| VIII  | 2012 | Orosei                  | Sardegna            |
| IX    | 2013 | Avigliana               | Piemonte            |
| X     | 2014 | Dongo                   | Lombardia           |
| XI    | 2015 | Revine Lago             | Veneto              |
| XII   | 2016 | Alpago                  | Veneto              |
| XIII  | 2017 | Alpago                  | Veneto              |
| XIV   | 2018 | Santa Teresa di Gallura | Sardegna            |
| XV    | 2019 | Lavarone                | Trentino-Alto Adige |
| XVI   | 2021 | Sestri Levante          | Liguria             |
| XVII  | 2022 | Capoliveri              | Toscana             |
| XVIII | 2023 | Lago di Gusana          | Sardegna            |